# Берёзки (Харьковская область)
Берёзки (укр. Берізки) — село, Чорненский сельский совет, Великобурлукский район, Харьковская область, Украина.
Код КОАТУУ — 6321485505.

## Географическое положение
Село Берёзки находится в 2-х км от реки Плотва, расположено в сильно изрытой оврагами местности, есть небольшая запруда.

## История
В 1997 село Берёзки присоединили к селу Нефедовка.